# Henri Pognon
Henri Pognon (Clermont-Ferrand, 13 de maio de 1853 - Chambéry, 16 de março de 1921) foi um arqueólogo francês, epigrafista, especialista em Assiriologia. 

## Carreira diplomática
Filho de um engenheiro, Henri Pognon passou seu bacharelado no liceu de Clermont-Ferrand antes de se mudar para Paris, onde estudou direito, se formou na École des langues orientales e estudou na École pratique des hautes études. Em 1878, ele criou o curso de idioma assírio proposto por essa última instituição e foi responsável pelo ensino até 1881. Ele então abraçou a carreira diplomática. Entrou no Ministère des Affaires étrangères na posição de adido à direção dos consulados em maio de 1879, foi nomeado vice-cônsul em Trípoli em setembro de 1881, passou a Beirute em maio de 1882 e depois foi reintegrado na posição de Trípoli em maio de 1884. Transferido para o consulado de Bagdá como gerente em maio de 1887, foi promovido ao cônsul de 2ª classe em agosto do mesmo ano. Tornado cavaleiro da Legião da Honra em 31 de dezembro de 1892, foi elevado ao posto de cônsul de primeira classe em fevereiro de 1895 e nomeado cônsul da França em Alepo (Síria) em 27 de agosto de 1895. 
Nesta posição, ele relatou os massacres de Hamidian cujas vítimas eram 6000 armênios em 28 de outubro de 1896. Colocado na disponibilidade no posto de cônsul geral em 22 de maio de 1904, ele foi admitido na aposentadoria em 1914. 

## Atividades arqueológicas e epigráficas
Ao longo de sua carreira diplomática, Henri Pognon se envolveu em arqueologia mesopotâmica no Líbano, Síria e Iraque. Combinando descobertas de campo, aquisições de olheiros locais e missões oficiais de prospecção, ele coletou inscrições semíticas cujo significado penetrou através de um intenso trabalho de tradução. Especialista nas línguas assíria, siríaca e aramaica, ele poderia fornecer numerosas publicações de referência à pesquisa. 
Em 1883, ele descobriu duas inscrições importantes sobre baixos-relevos do reinado de Nabucodonosor II em Wadi Brissa, no Líbano. 
Ele foi eleito membro da Société de Linguistique de Paris em 1884. 
Em 1922, alguns manuscritos que lhe pertenciam foram entregues à Bibliothèque nationale de France. Sua coleção de manuscritos siríacos, reunida em Alepo e Mosul, é a origem de grande parte dos fundos do Graffin, que por sua vez se juntaram à Biblioteca Nacional da França em 1989. 

## Publicações

### Livros
- 1879-1880: A inscrição da Baviera, texto, tradução e comentário filológico, Paris, Bibliothèque da l'École des hautes études. Sciences philologiques et historiques, 2 fascículos (100 e 220 p.), Reimpressão de 2011.
- 1884: Inscrição de Mérou-Nérar Ier, roi d'Assyrie, Paris, Imprimerie nationale (124 p. )
- 1887: As inscrições babyloniennes du Wadi Brissa, Bibliothèque da l'École des hautes études. Sciences philologiques et historiques (199 p.), Reimpressão de 2011.
- 1898: Inscrições mandadas dos cupês de Khouabir   : texto, tradução e comentário filológico com quatro anexos e uma glossaire, Paris, H. Wetter (327 p. )
- 1903: Une version syriaque des Aphorismes d'Hippocrate, texte et traduction, Leipzig, JC Hinrichs (2 volumes).
- 1907: Inscrições semestres da Síria, da Mesopotâmia e da região de Mossoul, Paris, J. Gabalda (228 p. )

### Artigos
- 1883: «Inscrição de Mérou-Nérar Ier, roi d'Assyrie», Journal asiatique
- 1884: «Trois textes funéraires de Palmyre», Journal asiatique
- 1885: «Relatório de Henri Pognon, cônsul da França em Beyrouth e M. Patrimono, cônsul de Beyrouth», Revue Assyrienne
- 1887: «Sur un plat avec inscription punique», Jornal asiático
- 1888: «Decreto de Contratos da Época da 1ª Dinastia de Babylone», Journal Asiatique
- 1891: «Deux briques avec légendes araméennes», Journal asiatique
- 1892: «Nota sobre o pagamento», Compensação das sessões da Academia de Inscrição e Belles-Lettres
- 1892: «Um encantamento contra os homens mal-intencionados em ordem», Memoriais da Sociedade Linguística de Paris
- 1892: «Nota nas inscrições de outros países, árabes e síriaques de Bagdá», Journal asiatique
- 1894: «A inscrição de Raman-Nérar Ier, roi d'Assyrie (resposta a um artigo de M. Oppert)», Boletim da Sociedade de Linguística de Paris
- 1911: «Cronologie des papyrus araméens d'Eléphantine», Journal asiatique
- 1912: «Lexicographie assyrienne», Revue Assyrienne
- 1913: «Mélanges assyriologiques», Journal asiatique
- 1915–17: «Sur Yézidis du Sindjar», Revue de l'Orient Chrétien
- 1917: «Notes lexicographiques et textes assyriens inédits», Journal asiatique
- 1918-1919: «Documentos relacionados a Ahikar», Revue de l'Orient Chrétien
- 1921: «Notes assyriologiques», Journal asiatique